# Nicia (pittore)
Nicia (in greco antico: Νικίας?, Nikìas; Atene, ... – Atene, ...; fl. 332-329 a.C secondo Plinio) è stato un pittore ateniese, esponente della scuola tebano-attica e attivo alla fine del IV secolo a.C. a Atene e a Efeso.

## Biografia

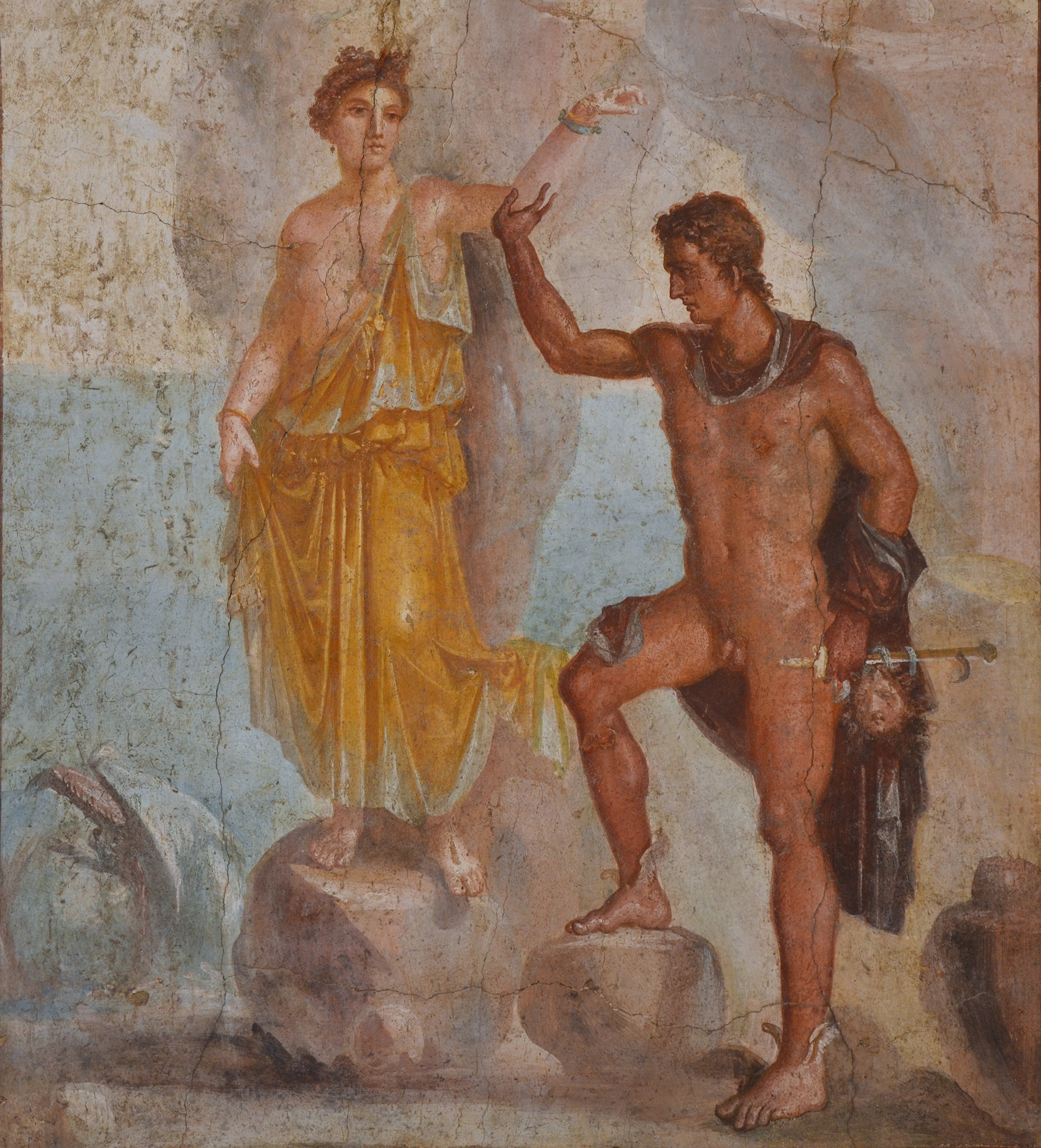
Perseo libera Andromeda, da Pompei, Casa dei Dioscuri, ritenuto copia della Andromeda di Nicia

Fu, secondo Pausania, figlio di Nikodemos e fu in giovinezza collaboratore di Prassitele del quale rifiniva le opere con una velatura policroma (ganosis). Attivo soprattutto nella tecnica a encausto e a tempera, si conosce attraverso le fonti letterarie la sua attività presso privati per opere di carattere funerario, tra le quali una Nekia descritta in un epigramma dell'Antologia palatina (II, 21, 53).
Una serie di suoi quadri trasportati e esposti a Roma è descritta da Plinio; tra questi un'Andromeda descritta in un altro epigramma dell'Antologia palatina (II, 157, 13) e nota attraverso copie pompeiane, e una Io della quale nuovamente si conoscono copie a Pompei e a Roma (v. ad esempio la copia nella Casa di Livia sul Palatino). Vicinanza stilistica e compositiva con quest'ultima opera è stata inoltre ravvisata nella decorazione a fresco che sovrasta l'ingresso della Tomba II di Verghina e che rappresenta una scena di caccia. Qui si ritrova, tra l'altro, il gioco del "quadro nel quadro" già descritto da Plinio a proposito dell'opera eseguita ad encausto con la personificazione di Nemea (Nat. hist., XXXV, 27). Pausania (I, 29.15; VII, 22.6) lo ricorda come il miglior pittore di animali del suo tempo e tale attitudine, riportata anche in Plinio, sembra trovare conferma nell'affresco macedone.
Da studi su queste opere derivate dalle sue e dai giudizi riportati dalle fonti si è potuto inferire una sua particolare sensibilità al gioco del chiaroscuro, la capacità di impiegare il colore in funzione volumetrica (una capacità appresa e sviluppata accanto a Prassitele) che condurrà la scuola attica lontano dal canone lineare risalente a Parrasio e l'attenzione agli aspetti psicologici nella rappresentazione delle figure femminili.